# Timelaea albescens
Timelaea albescens är en fjärilsart som beskrevs av Charles Oberthür. Timelaea albescens ingår i släktet Timelaea och familjen praktfjärilar. Inga underarter finns listade i Catalogue of Life.

## Bildgalleri

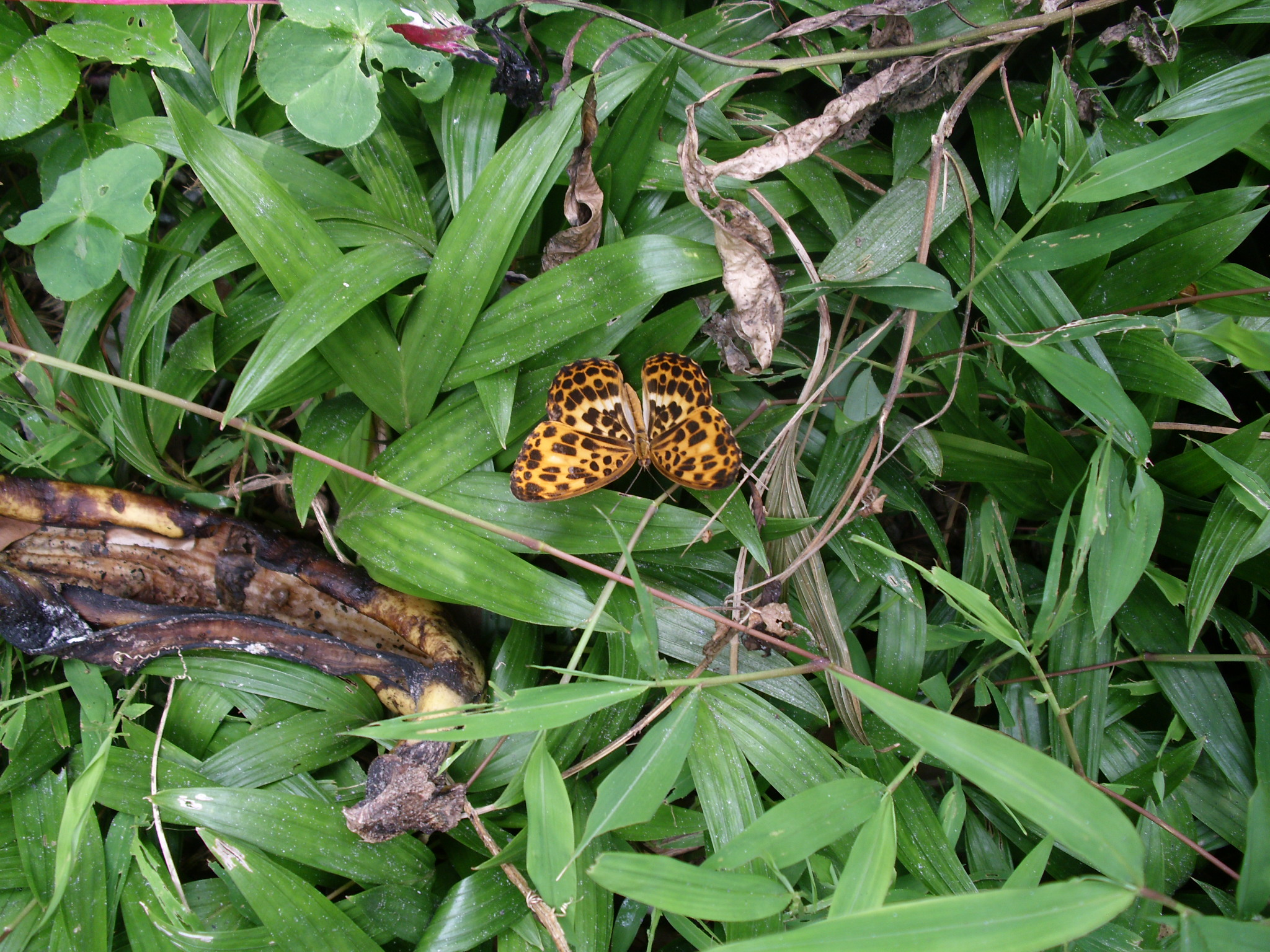